# رابرت جی. گورلین
رابرت جی. گورلین (انگلیسی: Robert J. Gorlin؛ ‏ ۱۱ ژانویهٔ ۱۹۲۳ – ۲۹ اوت ۲۰۰۶) آسیب‌شناس دهان و فک و صورت و متخصص ژنتیک انسانی اهل ایالات متحده آمریکا بود که در دانشکده دندانپزشکی دانشگاه مینه‌سوتا تدریس می‌کرد. وی پس از دریافت مدرک کارشناسی از دانشگاه کلمبیا داوطلبانه به ارتش پیوست. سپس در رشتهٔ دندان‌پزشکی در دانشگاه واشینگتن (واقع در سنت لوئیس) تحصیل کرد و در عین حال یک مدرک کارشناسی ارشد هم در زمینهٔ آسیب‌شناسی دهان از دانشگاه آیووا گرفت. او بیش از ۶۰۰ مقاله تألیف و منتشر کرد و علاوه بر دریافت جایزه گوگنهایم در ۱۹۶۱ برندهٔ جایزهٔ گلدهابر از دانشگاه هاروارد (۱۹۹۷)، مدال زرین انجمن دندان‌پزشکان آمریکا بابت یک عمر دستاورد علمی (۲۰۰۳)، دکترای افتخاری دانشگاه مینه‌سوتا و جایزهٔ انجمن ژنتیک آمریکا (۲۰۰۴) شد.